# Pia fraus
Pia fraus (lat.: frommer Betrug) bezeichnet eine Täuschung oder Verheimlichung der Wahrheit in vermeintlich guter Absicht, namentlich Volkstäuschung für religiöse Zwecke.
Der Ausdruck stammt von Ovid. In den Metamorphosen erzählt er von einem Kreter, der um jeden Preis einen Sohn haben wollte. Dieser kündigte an, würde ihm eine Tochter geboren, werde er diese töten. Nachdem tatsächlich ein Mädchen geboren wurde, riet die Göttin Isis der Mutter, dieses für einen Knaben auszugeben, was ihr umso leichter fiel, als der Vater für den Jungen den Namen Iphis bestimmt hatte, der in der Antike für beide Geschlechter galt.
„So blieb undurchschaut durch frommen Betrug die Verhehlung“
„inde incepta pia mendacia fraude latebant“. 

Durch diesen frommen Betrug wurde das Leben der Iphis  gerettet, die Göttin verwandelte sie später in einen Mann.
Als „frommer Betrug“ wird gelegentlich auch eine Selbsttäuschung bezeichnet.